# 4-та польська стрілецька дивізія
4-та польська стрілецька дивізія (пол. 4 Dywizja Strzelców Polskich — 4 DSP) — великий піхотний підрозділ Війська Польського у Франції, організований і діяв з осені 1918 року до липня 1919 р, на території Півдня України та Бессарабії.

## Генеза
4-та польська стрілецька дивізія складалася переважно з вояків ІІ Польського корпусу на Сході, що діяв в Україні. Після його ліквідації після битви під Каневом польське командування встановило зв'язок з ген. Михайлом Алексєєвим, який командував Російською добровольчою армією, що воювала проти більшовиків на Північному Кавказі. 24 серпня 1918 р. він погодився заснувати польський відділ поряд з Добровольчою армією під командуванням полк. Францішека Зєлінського, який раніше командував 4-ю стрілецькою дивізією ІІ корпусу. Спочатку польська частина складалася з батальйону стрільців під командою майора. Стефана Виспянського, ескадрон уланів під командуванням майора. Костянтина Плісовський і взвод польової артилерії. 3 жовтня зі складу стрілецького батальйону було виділено стрілецьку та офіцерську роти, а з кавалерійського загону — взвод уланів. Ці війська під загальним командуванням полковника Станіслава Малаховського були відправлені на фронт на допомогу «білій» дивізії під командуванням генерала Станкевича, колишнього командира Другого корпусу. На початку листопада проти більшовиків вирушив другий підрозділ під командуванням майора С. Виспянського, що складався з 2 рот стрільців, 2 рот офіцерів і взводу уланів. Поляки прикрили ліве крило Добровольчої армії, врятувавши її від розгрому. В результаті боїв було захоплено багато військової техніки та озброєння, що дозволило добре екіпірувати цілу польську дивізію.

## Діяльність 4-ї польської стрілецької дивізії
Наприкінці жовтня 1918 року командування Військом Польським на Сході перебрав ген. Люціан Желіговський, замінивши ген. Юзефа Галлера. Йому номінально підпорядковувалися всі польські формування, що існували на півночі Росії, Сибіру та Кубані. Водночас після смерті ген. Михайла Алексєєва новим командувачем Російської Добровольчої Армії став генерал Антон Денікін. Між генералом Л. Желіговським та генералом А. Денікіним було укладено угоду, на основі якої з осені 1918 року було сформовано нове польське формування під назвою 4-та Польська стрілецька дивізія. Організаційно вона входила до складу Війська Польського у Франції (так званої Синьої армії), звідси і її нумерація. 4-а Польська стрілецька дивізія була політично незалежною від Добровольчої армії. Вона мала складатися з піхотної бригади, уланського ескадрону, артилерійського ескадрону, окремої інженерної роти, авіаційного загону та польового шпиталю. Її очолив полковник Зелінський. Наприкінці січня 1919 року особовий склад з'єднання налічував близько 2800 солдатів і офіцерів, а в його розпорядженні було 827 коней. Однак не всі підрозділи були повністю укомплектовані, хоча чисельність з'єднання постійно зростала. Основу дивізії складали вояки колишньої Польської дивізії, а також рекрути з числа вояків Першого польського корпусу та місцевих поляків.
Тим часом, зважаючи на зростаючу загрозу для Польщі від очікуваного більшовицького наступу, маршал Юзеф Пілсудський звернувся до маршала Фердинанда Фоша з проханням ввести в країну 4-ту Польську стрілецьку дивізію. В результаті генерал А. Денікін отримав наказ відправити все з'єднання до Одеси, і до січня 1919 року всі польські солдати були перевезені туди. Після прибуття до Одеси генерал Л. Желіговський розформував Командування Війська Польського на Сході та Окрему польську стрілецьку бригаду, а на їхньому місці створив командування 4-ї польської стрілецької дивізії, яку сам і очолив. Після цього відбулися великі організаційні зміни. Було сформовано три піхотні полки: 2 пп (для збереження спадкоємності і традицій, пов'язаних з 2-ю бригадою Польських легіонів), 13 і 14 пп.
13 грудня 1918 року українські війська Симона Петлюри захопили Одесу, в результаті чого 4-та польська стрілецька дивізія була витіснена в гавань, де оборонялася до прибуття франко-грецького десанту 18 грудня; потім вона увійшла до складу французького інтервенційного корпусу під командуванням генерала д'Ансельма. В результаті спільних дій місто було відвойоване за кілька днів.
Лист Юзефа Пілсудського до ген. Желіговського від 2 січня 1919 р.:
«Генералу Желіговському в Одесу.
Пане генерале! Надсилаю Вам, генерале, і всім солдатам, які воюють під його командуванням, сердечні вітання від імені польської армії. Я дякую Вам за працю і зусилля, які Ви доклали для створення польських збройних сил. Вірю, що офіцери і солдати Вашої дивізії, пане генерале, і надалі високо нестимуть польський прапор, а після битв, які випадуть на їхню долю, стануть у лави Війська Польського, яке з нетерпінням чекає на них, приносячи нові лаври до старої слави Війська Польського.
Юзеф Пілсудський»
На початку лютого 1919 року поляки знову взяли участь у боях. Окремий зведений підрозділ дивізії воював разом із французькими та грецькими частинами проти більшовиків під Тирасполем. Вони мали велике політичне значення, оскільки в той час на Паризькій мирній конференції вирішувалося питання польських кордонів. У березні дивізію було реорганізовано за французьким зразком. Відтепер вона складалася з 13-го, 14-го і 15-го стрілецьких полків (колишній 2-й пп був перейменований на 15-й полк), а також Лицарського легіону і допоміжних військ. Його чисельність становила 717 офіцерів, 472 унтер-офіцери, 1 758 рядових і 617 коней. Через недостатню кількість піхоти було також сформовано навчальний маршовий полк. Крім того, було розпочато формування другого кавалерійського полку, який отримав назву 6-й уланський полк.
Коли наприкінці березня більшовицькі війська пішли в наступ, насуваючись на Одесу, а французи й греки були евакуйовані, ген. Л Желіговський скористався союзницькими правами своєї армії та підписав угоду з «білими» військами, за якою у квітні переправився через Дністер до Румунії. Після вступу в Бессарабію перед дивізією було поставлено завдання оборони Дністровської ділянки, яку вона успішно виконала. 23 травня 1919 р. була змінена грецькою дивізією, а 26 травня 1919 р. була відправлена до Польщі.
На початку червня 1919 року 4-та польська стрілецька дивізія зосередилася в районі Чернівців, звідки потім перебралася в околиці Станіславова, де зосередилася 17 червня 1919 року. Наприкінці червня вона отримала наказ взяти участь у польському контрнаступі проти військ ЗУНР. Дивізія воювала до 17 липня 1919 р., вийшовши разом з іншими польськими формуваннями на лінію р. Збруч. Це була єдина велика військова частина, якій вдалося втекти з Росії в бойовому порядку та зі зброєю.

19 липня дивізію було переформовано та включено до відродженої польської армії як 10-ту піхотну дивізію.
Окремі полки дивізії, тобто 13, 14 і 15, отримали відповідні номери: 28, 29 і 31 п. Стрільців Каньовських. 1-й полк і 6-й полк були виключені зі складу дивізії на початку серпня. Вони увійшли до складу 3-ї кавалерійської бригади, яка тільки формувалася. 1-й полк отримав назву 14-го Язловецького кавалерійського полку, а 6-й полк був об'єднаний з 6-м полком, сформованим у Малопольщі, і отримав назву 6-го полку Канівських уланів.

## Організаційна структура
- команда
- 2 (15) польський стрілецький полк[a]
- 13-й польський стрілецький полк
- 14-й польський стрілецький полк
- незалежна інжинірингова компанія
- авіаційне відділення
- дивізійна кавалерія (у штабі Війська Польського у Франції іменувалася як 1-й дивізіон 2-го кавалерійського полку[1])

командир — ртм. Роман Венгловський (до серпня 1919 р.), потім поручник Казімєж Лада-Мочарський (до 18 жовтня 1920 р.)

## Кадрове забезпечення
Командири дивізій
- генерал-лейтенант Владислав Гласс (1918)
- полковник Францішек Зелінський (1918)
- генерал-лейтенант Люціан Желіговський (1918—1919)

«Особистий штаб 4-ї дивізії» від 27 січня 1919 р.
- командир дивізії — генерал лейтенант Люціан Желіговський
- ад'ютант — підполковник Вітольд Велогловський
- начальник штабу — підполковник Леон Бобицький
- ад'ютант — підполковник кавалерії Януш Корчинський
- старшина — підпоручик Мечислав Бірнбаум
- 1-й офіцер штабу — підполковник СГ Віктор Томме
- начальник загального відділу — майор кавалерії Вітольд Валіцький
- начальник розвідувального відділу — капітан Ян Ковалевський
- помічник начальника відділу — підполковник Тадеуш Мінцер
- начальник оперативного відділу — майор прикордонної служби Радослав Дзєжикрай-Стокальський
- помічник начальника відділу — підполковник Казімєж Хмелевський
- начальник зв'язку — поручник Едмунд Івашкевич
- комендант — майор Роман Яхимович
- помічник — лейтенант Владислав Слока
- капелан — преподобний Оскерко

Уряди
- начальник артилерійського управління — капітан Артур Перловський
- старшина — поручник Мечислав Ґлінський
- інженер дивізіону та командир роти — поручник Генрик Баґінський
- інженер-керівник майна — інженер Євстахій Кароль Василевський
- головний санітарний лікар — підполковник Оттон Самойлович-Саламонович
- ветеринарний лікар — мл. лек. мокрий. Станіслав Гурський

Постачання
- начальник відділу постачання — підполковник Юліан Козьмінський
- дивізійний інтендант — майор Юзеф Мар'янський
- старшина — поручник Казімєж Ян Ласковецький
- писар грошового відділу — писар Ян Бжежанський
- помічник писаря грошового відділу — писар Фелікс Берналович
- клерк продовольчого відділу — клерк Францішек Ковалевський
- помічник комірника харчового відділу — клерк Пьотр Стшистевський
- бухгалтер — Стефан Лінде
- скарбник — капітан Болеслав Конарський
- матеріальний референт — писар Болеслав Бернат

Контролери
- контролер — полковник Станіслав Юзеф Лісовський
- референт — чиновник Станіслав Горський
- командир штабної роти — капітан Ян Ходзько-Зайко

Суд
- генеральний ревізор — заг пор. Пьотр Корейво
- начальника канцелярії — підпоручик Тадеуш Маковський
- голова дивізійного суду — полковник Едвард Гейдукевич
- секретар — урядник Антоній Лукашевич
- прокурор — урядник Міхал Брушевський
- заступник прокурора — р.м. Станіслав Вадовський
- слідчий суддя — кап. Маріан Черневський
- слідчий суддя — лейт. за кермом Генрик Бачинський
- слідчий суддя — хор. Джордж Пілл
- слідчий суддя — хор. Леопольд Броневич
- слідчий суддя — урядник Владислав Корейво
- слідчий суддя — урядник вник Владислав Терлецький

Інші
- заступник начальника штабу — підполковник Влодзімєж Волковіцький (24 II — 15 VII 1919)
- командир офіцерської школи — полковник Павло Шимчук
- командир Лицарського легіону — полковник Влодзімєж Шкленнік
- підполковник Миколай Койшевський
- командир квадрату — полковник Станіслав Калішек

## Уточнення
1. ↑  У березні 1919 року, в рамках реорганізації 4-ї Польської стрілецької дивізії, 2-й стрілецький полк було перейменовано на 15-й стрілецький полк